# Pej-jangská armáda
Pej-jangská armáda (čínsky: 北洋軍; pchin-jin: Běi Yáng Jūn; doslovným překladem: „Severooceánská armáda“ ), pojmenována podle oblasti Pej-jang, byla velká císařská čínská armáda západního stylu, kterou koncem 19. století založila vláda dynastie Čching. Jednalo se o ústřední bod celkové rekonstrukce vojenského Čching systému čínské armády. Pej-jangská armáda hrála významnou roli v čínské politice nejméně po tři desetiletí, pravděpodobně až do roku 1949. Umožnila Sin-chajskou revoluci v roce 1911 a rozdělením na frakce warlordů, známé jako Pej-jangské kliky (čínsky: 北洋軍閥; pchin-jin: Běiyáng Jūnfá), zahájila období regionálního rozdělení.
Pej-jangská armáda měla svůj původ v Nově vytvořené armádě, založené koncem roku 1895 pod velením Jüan Š’-kchaje, která se po roce 1901 rychle rozrostla o nové rekruty a začleněním dalších sil. V roce 1906 měla šest divizí a byla nejpokročilejší armádou pod velením dynastie Čching.

## Počátky za vlády Li Chung-čanga (do roku 1900)
Počátek Pej-jangské armády lze vysledovat zpět k Li Chung-čangově armádě Chuaj, která byla zřízena k potlačení povstání Tchai-pchingů. Na rozdíl od tradičních čchingských jednotek Zelené zástavy nebo Osm korouhví, byla armáda Chuaj převážně armádou milice založenou na osobní, spíše než institucionální loajalitě. Chuajská armáda byla zpočátku vybavena směsicí tradičních a moderních zbraní. Její tvůrce Li Chung-čang použil v 80. a 90. letech 19. století příjmy z cel a daní pěti provincií, které měl pod kontrolou, na modernizaci jednotlivých částí Chuajské armády a na vybudování moderního námořnictva (Loďstvo Pej-jang).
Přibližně v této době se termín „Pej-jangská armáda“ začal používat k označení vojenských sil pod jeho kontrolou. Tento termín, který doslova znamená „Severní oceán“, odkazuje na příjmy ze cla a spotřební daně vybrané v oblasti Pej-jangu (severní pobřežní provincie Č’-li, Šan-tung a Liao-ning, obklopující císařské hlavní město Peking), které byly použity nejprve k financování Pej-jangské flotily a později Pej-jangské armády. Financování však bylo obvykle nepravidelné a školení nebylo nijak systematické.     Na počátku 90. let 19. století byly tyto modernizované jednotky založené Li Chung-čangem, které byly známé jako Pej-jangská armáda, nejlepšími vojenskými silami, které dynastie Čching mohla nasadit. Jejich první akcí byla první čínsko-japonská válka (1894–1895), ve které téměř výhradně bojovala armáda Pej-jang, bez podpory sil jiných provincií. Japonská branná armáda německého typu, vedená akademicky vyškolenými profesionálními důstojníky, však Pej-jangskou armádu snadno porazila. Po šesti měsících nepřetržitých japonských vítězství požádala Čchingská vláda o mír.

## Jüan Š’-kchajův nástup (1901–1908)

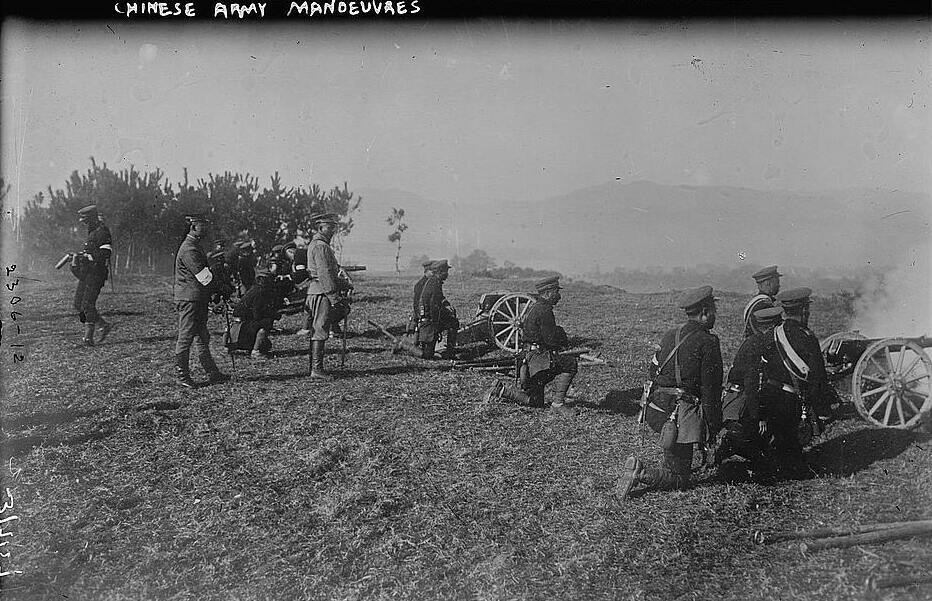
Pej-jangská armáda provádějící vojenská cvičení v pozdní dynastii Čching

Li Chung-čang zemřel v roce 1901 a na jeho místo nastoupil Jüan Š’-kchaj, který převzal Liovo jmenování místokrálem Č’-li a post ministra Pej-jangu (北洋通商大臣). V roce 1895 byl Jüan pověřen velením Nové armády (新軍) o velikosti brigády, která měla v té době 7 000 vojáků a později se do roku 1902 rozrostla na 20 000 vojáků. Na podzim roku 1905 tvořilo Pej-jangskou armádu šest divizí po 10 000 mužích. Byla rozdělena na pěchotu, dělostřelectvo, jezdectvo a pomocné jednotky. Sedmá divize byla poté založena roku 1907 v Ťiang-su. Armádní výcvikoví instruktoři byli většinou Japonci a Němci.
Jüan Š’-kchaj dohlížel na reformu čchingských vojenských institucí po roce 1901, kdy se vláda snažila vytvořit národní armádu. Založil vojenskou akademii Pao-ting, která mu umožnila rozšířit Pej-jangskou armádu, spolu s několika dalšími vojenskými školami a akademiemi pro výcvik důstojníků. Po vytvoření Komise pro reorganizaci armády v prosinci 1903 se Pej-jangská armáda stala vzorem, podle kterého měly být standardizovány vojenské síly ostatních provincií. Ačkoli některé jednotky sídlily ve třech severovýchodních provinciích Mandžuska, hlavní základna Pej-jangské armády se nacházela v Pao-tingu poblíž Tchien-ťinu. Počátkem devadesátých let 20. století bylo pro divize v Pej-jangu vytvořeno také oddělení vojenské správy pro řízení logistiky, které bylo rozděleno do několika odvětví. Podle názoru zahraničních pozorovatelů byla Pej-jangská armáda v té době největší, nejlépe vybavenou a nejlépe vycvičenou vojenskou silou v Číně.

## Pej-jangská armáda pod kontrolou Čchingů (1909-1910)
Císařovna vdova Cch’-si zemřela 15. listopadu 1908 a novým císařem jmenovala tříletého Pchu-I. Nový regent a otec Pchu-Iho, princ Čchun (醇親王), nechal následujícího roku Jüan Š’-kchaje odvolat. Jüan vyčkával s odchodem do důchodu a pečlivě udržoval síť osobních kontaktů v Pej-jangské armádě. V době revoluce v roce 1911 měl údajně velení Pej-jangské armády v rukou čchingský ministr Jin-čchang. Ve skutečnosti s tím měl Jüan Š’-kchaj stále možnost manipulovat díky loajalitě svých důstojníků k němu osobně. V Č’-li se nacházely čtyři divize, přičemž třetí divize byla v severovýchodní Číně a pátá divize v Šan-tungu. Téměř všichni důstojníci byli etničtí Číňané, z nichž mnozí byli navrátilými studenty z Japonska. Výzbroj nebyla standardizována, ale v tomto ohledu byla lepší nežli předtím nebo později. Většina pěchoty byla vyzbrojena buď standardní japonskou puškou Typu 30 z roku 1896, nebo Mauser ráže 7,9 mm.

## Sin-chajská revoluce 1911

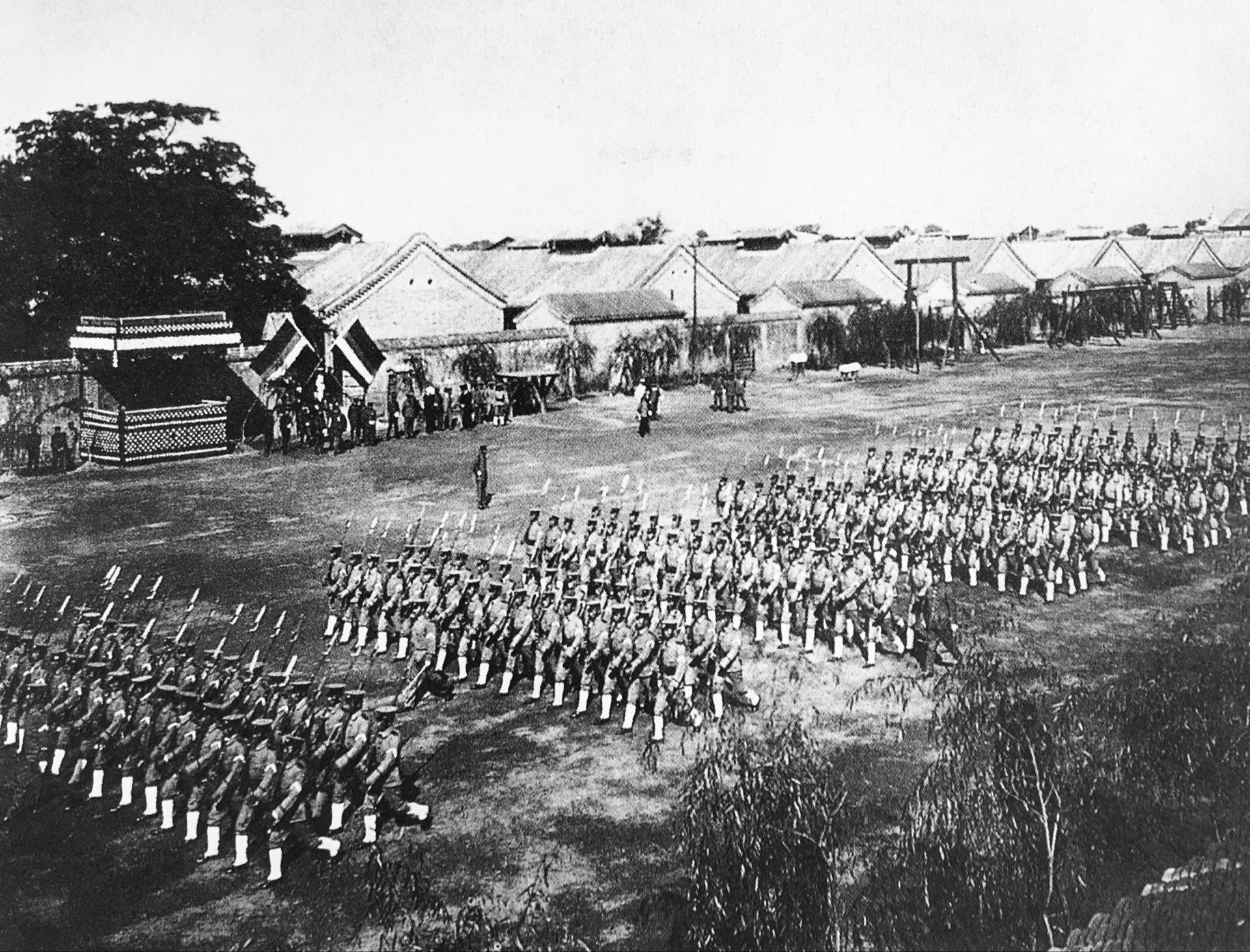
Vojáci Pej-jangské armády na přehlídce po roce 1912

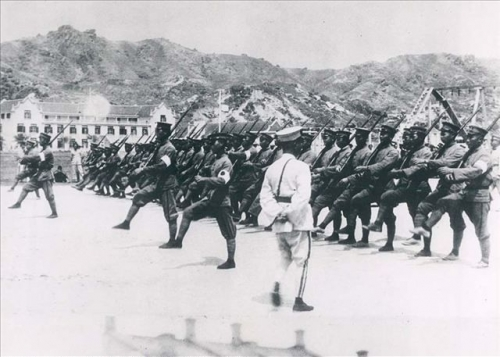
Vojenský výcvik Pej-jangské armády během 10. let 19. století

Události revoluce ukázaly, že Pej-jangská armáda, která tvořila jádro Nové armády o 36 divizích, byla naprosto dominantní vojenskou silou v Číně. Klíčem k politické moci v Číně po roce 1911 byla schopnost kontrolovat rozdrobenou loajalitu svých jednotek. Povstání, které skutečně odstartovalo revoluci v roce 1911, se odehrálo 10. října ve Wu-čchangu. O čtyři dny později zorganizoval čchingský dvůr Nové armády na severu, a zejména Pej-jangské armády, do tří oddílů: První armády, která měla být vyslána do boje u Wu-čchangu pod velením ministra armády Jin-čchanga, Druhé armády, která měla působit jako záložní síly a měla být podle potřeby vyslána na frontu, pod velením Feng Kuo-čanga, a Třetí armády, která měla bránit hlavní město, pod velením Caj-tchaa. První a druhá armáda měly každá přibližně 25 000 mužů, tedy dvě divize. K prvnímu oddílu patřili příslušníci druhé, čtvrté a šesté divize Pej-jangské armády, což byly nejsilnější oddíly čchingské vlády vycvičené Jüan Š’-kchajem.
Jejich pořadí bitev v říjnu 1911 bylo následující: 
- 1. armáda (Jin Čchang, později Jüan Š’-kchaj)
  - 4. divize (Wu Feng-ling, později Čchen Kuang-jüan )
    - 7. brigáda (Čchen Kuang-jüan)
    - 8. brigáda (Wang Jü-ťia)

  - 3. brigáda (Wang Čan-jüan) – z 2. divize
  - 11. brigáda (Li Čchun) – z 6. divize
- 2. armáda (Feng Kuo-čang)
  - 5. divize (Čang Jung-čcheng)
  - 5. brigáda (Lu Jung-siang) – z 3. divize
  - 39. brigáda (Wu Čen-siang) – 20. divize, která byla vytvořena v lednu 1910
  - 2. smíšená brigáda (Wang Žu-sian, později Lan Tchien-wej) – vytvořená z 2. a 4. divize
- 3. armáda (Caj-tchao)
  - 1. divize
  - Hlavní stráže (Caj-feng, princ Čchun) – mandžuští praporečníci vycvičení Jüan Š’-kchajem, pod přímým velením prince-regenta

Druhá armáda nebyla v důsledku vzpoury nikdy zformována jako funkční vojenská jednotka, a proto nebyla nikdy vyslána na frontu, aby pomohla první armádě. Jednotky byly zrušeny počátkem prosince 1911.
12. října dostal Jin-čchang rozkaz, aby se dvěma divizemi Pej-jangské armády (1. armáda) sjel po železnici Peking-Chan-kchou a potlačil povstání ve Wu-čchangu. Dne 27. října zaútočil na revoluční armádu, které velel Chuang Sing. Krytá vlastním polním dělostřelectvem a děly císařské flotily, zaútočila pěchota Pej-jangu mračnem harcovníků, za nimiž následovala linie blízkých rot. Tyto příručkové taktiky byly v intenzivních bojích první světové války brzy znehodnoceny, ale proti nedisciplinovaným revolučním jednotkám bez kulometů fungovaly dokonale.
Téhož dne dostal Jüan Š’-kchaj rozkaz převzít velení nad jednotkami ve Wu-čchangu. Odmítl a místo toho zajistil pozice vysokých postavení pro své dva nejdůvěrnější spolupracovníky, Feng Kuo-čanga a Tuana Čchi-žueje. Boje v Chu-peji pokračovaly ještě měsíc, kdy Jüan vyjednával s dynastií a revolucionáři, kteří jako nátlakový prostředek používali Pej-jangskou armádu. Výsledkem bylo jeho zvolení prozatímním prezidentem Čínské republiky.
1. 1 2 3  ZHANG, Hong. Yuan Shikai and the Significance of his Troop Training at Xiaozhan, Tianjin, 1895-1899 [online]. 2019-04-18. Dostupné online. doi:10.1080/1547402X.2019.1583920.
2. ↑  BAKER, John James. The Spectator. 1894. vyd. London: [s.n.] Dostupné online. S. 162.
3. ↑   nla.gov.au. Dostupné online.
4. ↑  PAINE, S. C. M. The Sino-Japanese War of 1894-1895: Perceptions, Power, and Primacy. [s.l.]: Cambridge University Press, 2005. Dostupné online. ISBN 978-0-521-61745-1. S. 156.
5. ↑  FAIRBANK, John King. The Cambridge History of China: Late Chʻing, 1800-1911, pt. 2. [s.l.]: Cambridge University Press, 1978. Dostupné online. ISBN 978-0-521-22029-3. S. 269.
6. ↑  ADAMS, Herbert Baxter. Johns Hopkins University Studies in Historical and Political Science: Extra volumes. [s.l.]: Johns Hopkins Press, 1931. Dostupné online. S. 19.
7. ↑  BENNETT, Terry. Japan and the Illustrated London News: Complete Record of Reported Events, 1853-1899. [s.l.]: Global Oriental 436 s. Dostupné online. ISBN 978-1-901903-26-3. (anglicky) Google-Books-ID: JJxxAAAAMAAJ.
8. ↑  SCHILLINGER, Nicolas. The Body and Military Masculinity in Late Qing and Early Republican China: The Art of Governing Soldiers. [s.l.]: Lexington Books, 2016. Dostupné online. ISBN 978-1498531689. S. 29–33.
9. ↑  ESHERICK, Joseph W.; WEI, C.X. George. China: How the Empire Fell. [s.l.]: Routledge, Taylor & Francis Group, 2013. ISBN 978-0-415-83101-7. S. 215–216.
10. ↑  Esherick (2013), pp. 219–222
11. ↑  Esherick (2013), p. 223

## Fotografie

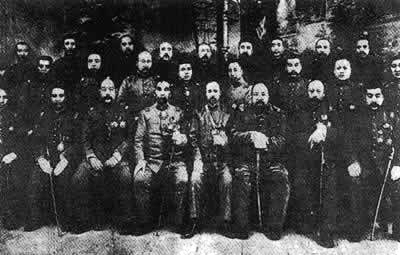
Skupinové foto vojevůdců
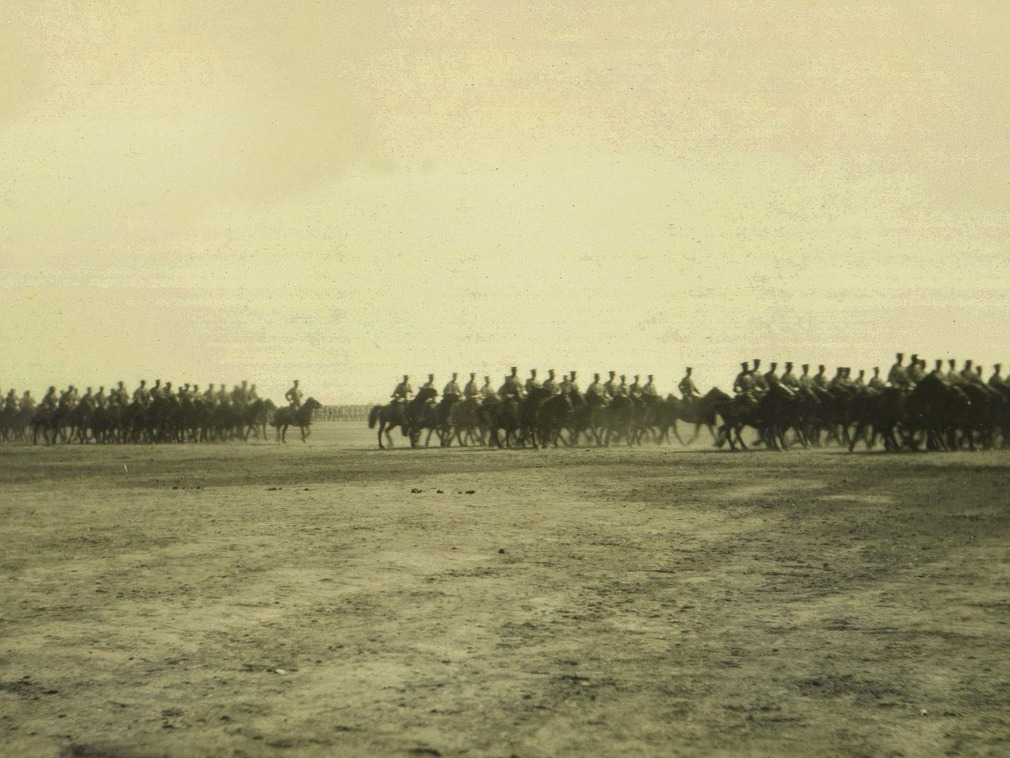
Přehlídka kavalérie
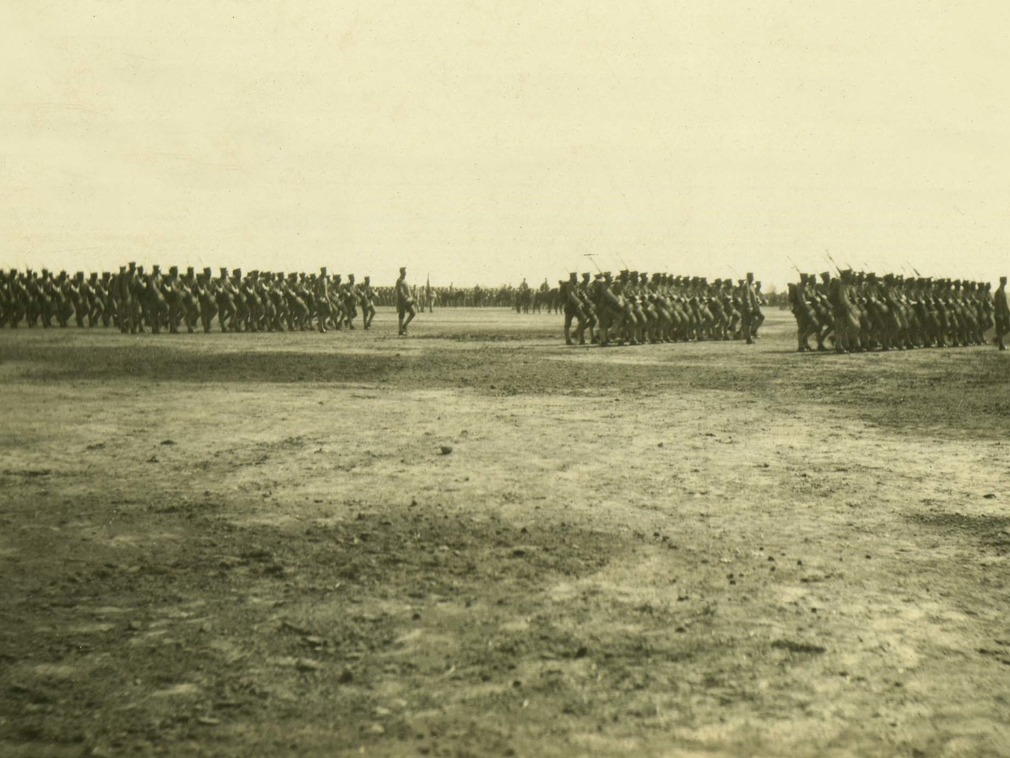
Přehlídka pěchoty
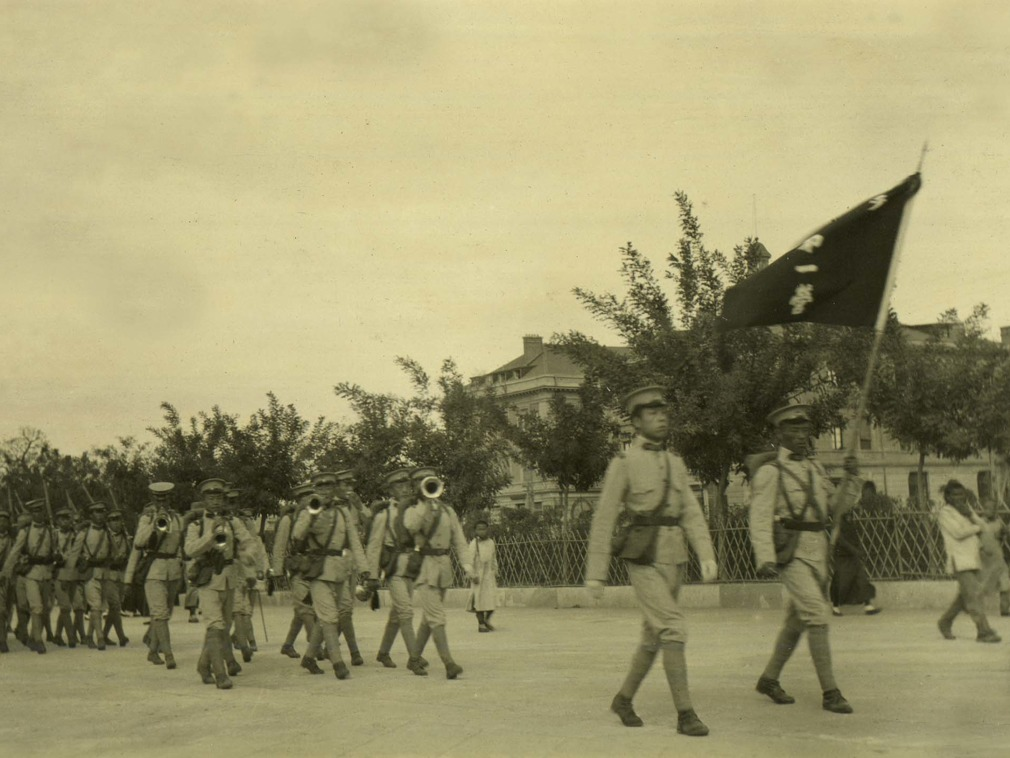
Pochodující vojska
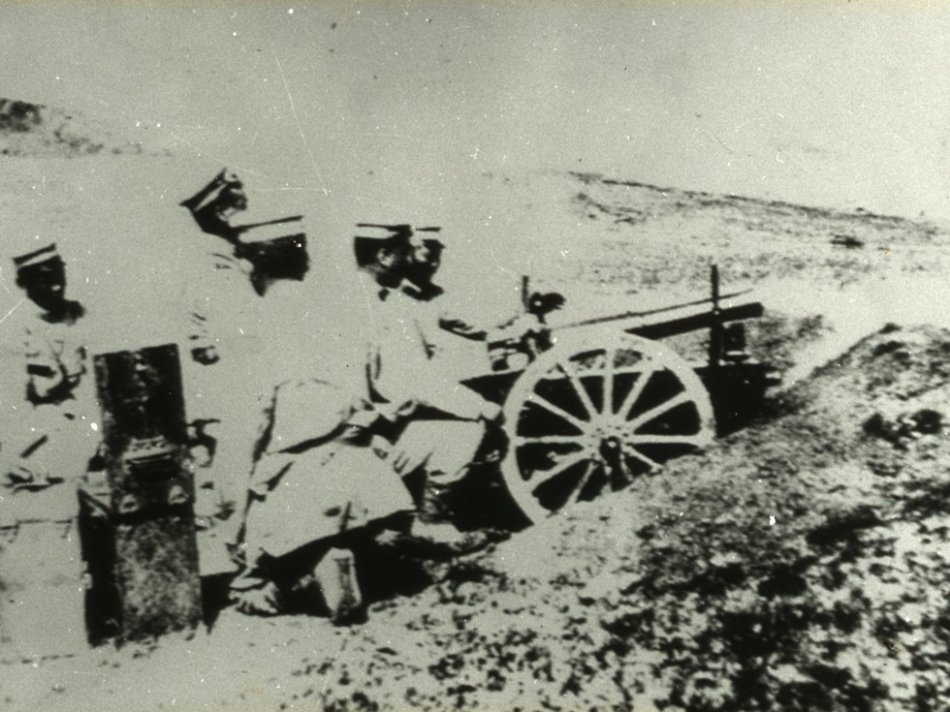
Horské dělo Feng-tchienské armády
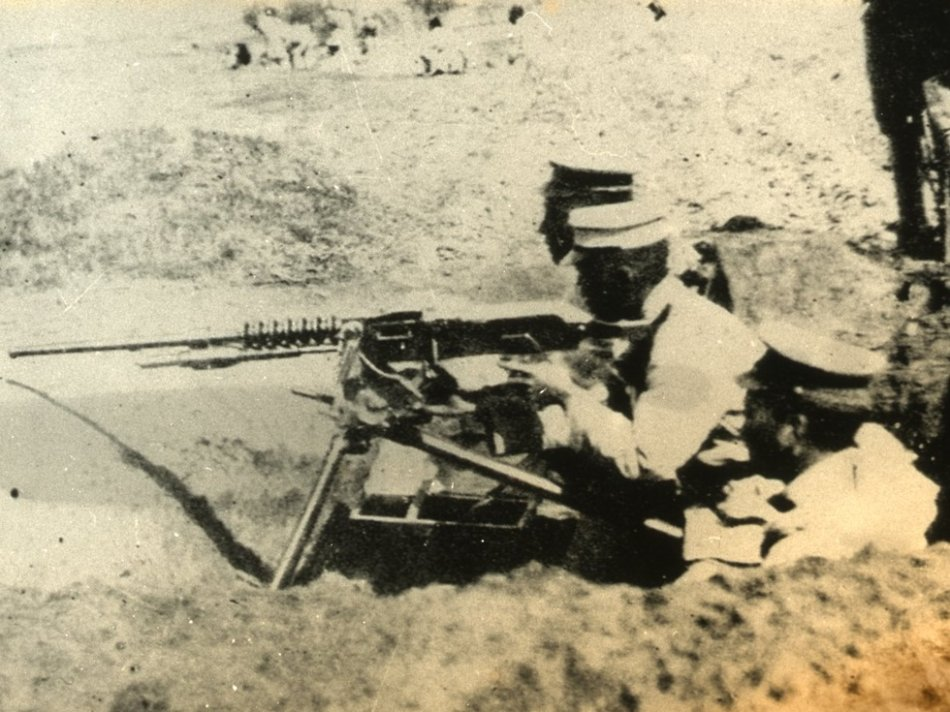
Těžký kulometHotchkiss Mle
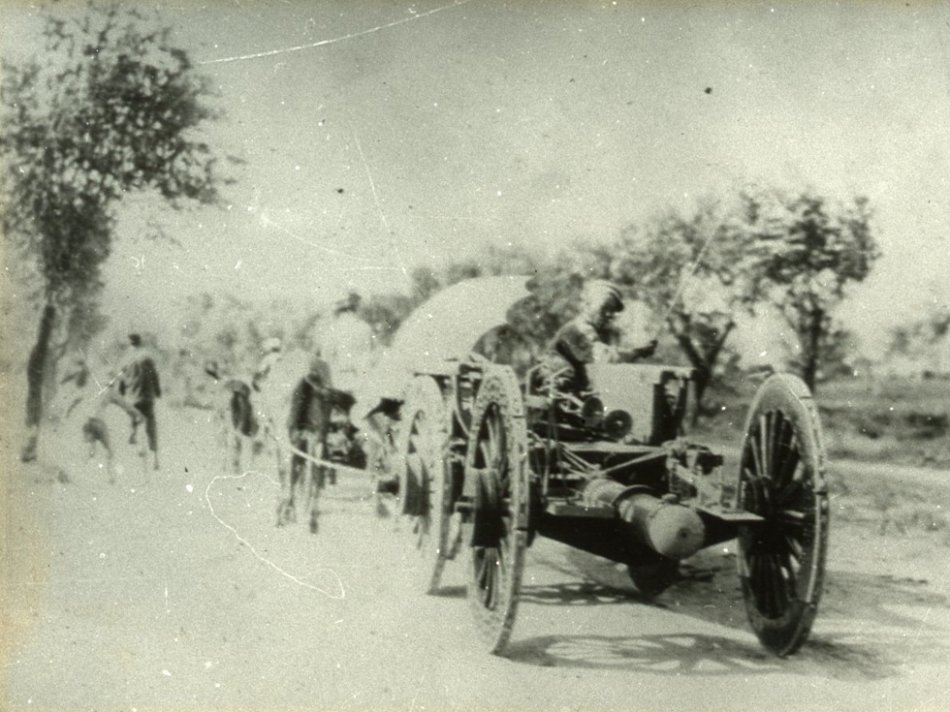
Houfnice.
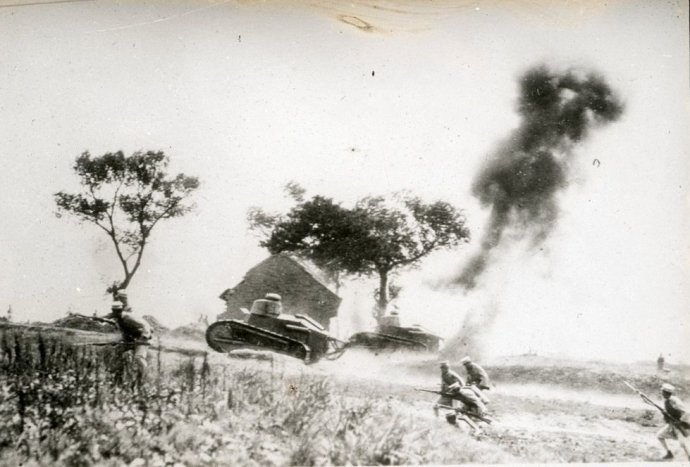
Renault FT-17 Tanky Feng-tchienské armádyFeng-tchienské armády
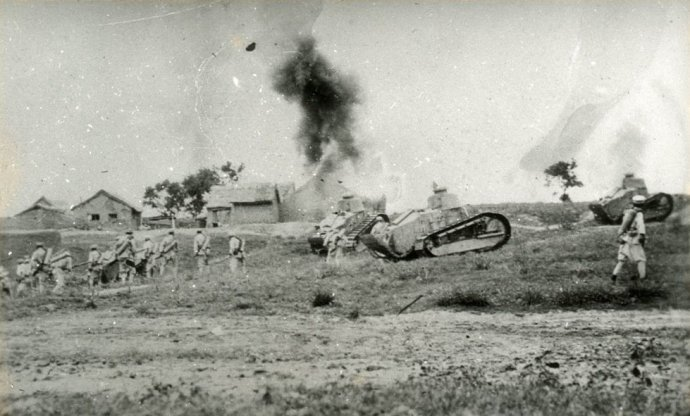
Renault FT-17 Tanky Feng-tchienské armádyFeng-tchienské armády, přibližně kolem roku 1928
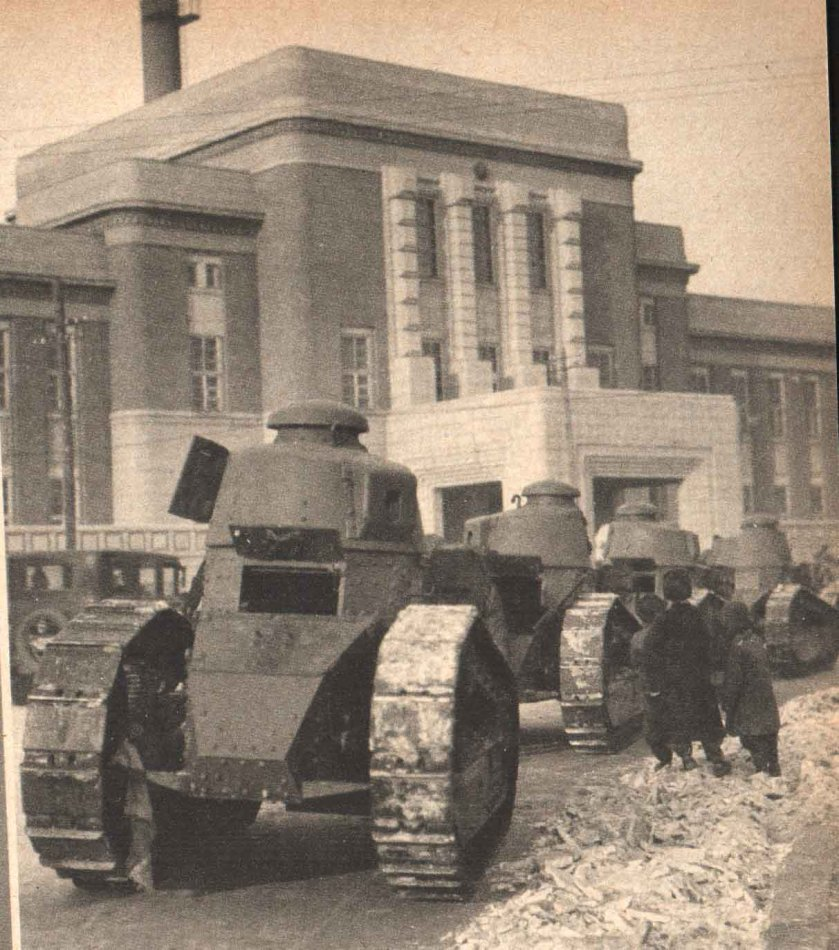
FT-17 Tanky zajatéJaponci po incidentu z 18. září, 19. září 1931

### Vlajky a symboly

Vlajka Pej-jangského letectva, také vlajka Číny před rokem 1928
Vlajka Pej-jangské armády
Vlajka Pej-jangského námořnictva, později vlajka Čínské republiky
Odznak Pej-jangské armády
Rondel Pej-jangského letectva